# Ametralladora Fittipaldi
La Fittipaldi era una ametralladora accionada por retroceso, que fue diseñada por Rafael Fittipaldi y patentada en la Oficina de Patentes y Marcas de Estados Unidos con el número 1.099.245 el 9 de junio de 1914.

## Descripción
Utiliza el cañón de un fusil Mauser Modelo 1891 y su cerrojo, que fue adaptado para desplazamiento rectilíneo. La Fittipaldi era alimentada mediante una cinta reutilizable de eslabones metálicos e iba montada sobre un trípode. Una camisa de enfriamiento por agua rodeaba al cañón, dándole un cierto parecido con la ametralladora Lewis.

## Historia
La ametralladora Fittipaldi no fue adoptada por el Ejército Argentino. Se sabe poco de su historia o desempeño, incluso la razón por la cual no fue adoptada. El prototipo, fechado en 1912, está expuesto en el Cuarto XVI "Camino a la Libertad" del Museo de Armas de la Nación en Buenos Aires.